# Елтаваям
Елтаваям — річка на північному заходіКамчатського краю вРосії.
Довжина річки — 35 км. Протікає територією Карагінського району Камчатського краю. Впадає в затоку Шеліхова Охотського моря.
Назва в перекладі з коряцької гылтаваям — «річка, що протікає в снігах» (радше йдеться про наморозки).

## Дані водного реєстру
За даними державного водного реєстру Росії відноситься до Анадир-Колимського басейнового округу.
За даними геоінформаційної системи водогосподарського районування території РФ, підготовленої Федеральним агентством водних ресурсів:
- Код водного об'єкта в державному водному — 19080000112120000038178
- Код за гідрологічною вивченістю (ГВ) — 120003817
- Номер тому з ГВ  — 20
- Випуск за ГВ — 0